# Frente de Resistencia
El Frente de Resistencia (The Resistance Front en inglés, también conocido como en Hindi como प्रतिरोध मोर्चा ), es una guerrilla islamista, separatista y nacionalista cachemir que opera en la región de Cachemira, y las autoridades indias sospechan que tenga nexos con el grupo terrorista Lashkar-e-Toiba. El grupo ha estado detrás de varios atentados en la zona, incluido el asesinatos dirigidos a civiles, algo raro en el conflicto en Cachemira.

## Historia
El Frente de la Resistencia (TRF) se hizo público después de la revocación del estado especial de Jammu y Kashmir en 2019. Se cree que los líderes de Lashkar-e-Toiba forman el núcleo del TRF.
En junio del 2020, el comandante del XV cuerpo de infantería, BS Raju dijo: "No hay organización llamada TRF. Es una entidad salida de las redes sociales que está tratando de tomar crédito por cualquier cosa y todo lo que está sucediendo dentro del valle. (TRF) Está en el dominio electrónico. El TRF ganó la atención mediática por los asesinatos dirigidos a civiles pertenecientes a las comunidades minoritarias en la primera semana de octubre del 2020. El TRF ha emitido una declaración que amenaza que 'el juego acaba de comenzar', y "golpearía agresivamente". A pesar de las amenazas, algunas autoridades dudan de la veracidad de los comunicados del TRF.
Por otro lado, algunas autoridades creen que la creación de grupos armados de postura más laica, de modo que tales grupos puedan ser recibidos favorablemente por Occidente a diferencia de sus predecesores de yihadistas. A diferencia de Lashkar-e-Toiba, (que se traduce en 'Ejército de los Puros') o Hizbul Mujahideen (que significa 'Partido de los luchadores sagrados'), pero las siglas TRF no son árabe, sectarias o religiosas, además de su uso de las redes sociales como Twitter, Facebook y Telegram para emitir amenazas y reclamar la responsabilidad de sus ataques. Enfatizando la resistencia contra la "ocupación India", la ocupación, el fascismo y la Hindutva como la razón de la lucha, crea una distancia con la teoría de la jihad o la guerra religiosa. Esta estrategia de relaciones públicas distintivas es la forma en que TRF pinta la imagen de representar los intereses de los ciudadanos de Cachemira contra las Fuerzas Fascistas e invasores. Algunas autoridades temen su enfoque magnificado en individuos selectivos, especialmente minorías, no locales, policía y personal de seguridad, y personas domiciliadas que migran a Cachemira, también intentando mantener en secreto nombres de sus miembros y dirigentes.

## Campaña armada

### 2019
El primer atentado clamado por el Frente de la Resistencia fue un ataque con granada el 12 de octubre de 2019, en el Lal Chowk, Srinagar. El ataque lesionó a ocho civiles, y la llegada de TRF se representa como el 'inicio de una nueva resistencia indígena en Cachemira.

### 2020
El 5 de abril del 2020, un tiroteo entre militantes y miembros del ejército dejó a cinco terroristas y cinco soldados pertenecientes a fuerzas especiales muertos, a las afueras de la localidad de Keran, Kupwara, muy cerca de la frontera con Pakistán. Este fue uno de los episodios más violentos que ha protagonizado el grupo. Días después, miembros del TRF atacaron a cinco miembros de la fuerza paramilitar Central Reserve Police Force (CRPF), matando a tres oficiales e hiriendo a dos más, esto en la localidad de Sopore. Horas después del ataque, las autoridades arrestaron a seis miembros de Lashkar. A finales del 2021, las autoridades de la India confirmaron tener identificados a los responsables de estos y varios ataques más.
No fue hasta 3 de mayo, TRF clamo responsabilidad del ataque contra una unidad de policías militares en la ciudad de Kupwara, que dejó como saldo de cinco oficiales y cinco militantes muertos. Al día siguiente miembros del TRF atacaron a una patrulla de la CRPF, dejando como saldo tres oficiales y un civil muertos, así como otros siete oficiales heridos, esto en la villa de Wangam, distrito de Handwara. La muerte del civil ocasiono conmoción en la comunidad, que exigieron a las autoridades que se detenga a los responsables del ataque.
El 7 de octubre del 2020 dos profesores fueron asesinados a tiros en la localidad de Bandipore, Srinagar, siendo parte de una seguidilla de asesinatos a civiles que golpeo a la región durante principios del mes de octubre.
31 de diciembre, el TRF se adjudicó que asesinato de un joyero llamado Satpal Nichal y justificó el asesinato en Facebook por "ayudar al proyecto colonial en Cachemira y por ser un agente del RSS".

### 2021
Otro asesinato a un civil fue el 5 de octubre de 2021, cuando Virender Paswan fue asesinado en el puesto de comida que atendía en la ciudad de Srinagar. A pesar de haber clamado responsabilidad el TRF, el E Al día siguiente, cuando asesinaron a tiros al médico Makhan Lal Bindroo en Srinagar, causando conmoción en su comunidad. El TRF afirmó el ataque a Makhan Lal Bindroo y justificó su asesinato por "hacerse pasar como un profesional médico" y "ser un organizador del RSS con el que se reunen clandestinamente". 
El mismo día fue asesinado Mohd Shafi Lone en el área de Shahgund, en Bandinpora cuando sujetos armados emboscaron al individuo se encontraba fuera de su casa.
Días antes un miembro del TRF había sido arrestado por las autoridades. El 25 de noviembre del mismo año, tres militantes murieron en un enfrentamiento con las fuerzas de seguridad, en el área de Rambagh, Srinagar. Entre los militantes caídos se encontraban Mehran Shalla, un cabecilla del TRF.

### 2022
Durante el 4 de enero del 2022, dos militantes del TRF murieron después de un tiroteo en el distrito de Kulgam.La identidad de los militantes asesinados no se conoció de inmediato.
El 24 de mayo del mismo año, un oficial de policía fue asesinado de tiros y su hija menor de edad fue herida, esto en el área de Anchar, Srinagar. El ataque provocó conmoción en las autoridades tanto en la comunidad.